# 格萊格·科爾斯汀
葛瑞格里·艾倫·科爾斯汀（英語：Gregory Allen Kurstin，1969年5月14日—）是一名美國唱片製作人、多種樂器演奏家和作曲家。他已經贏得9座葛萊美獎，包括2017年和2018年的年度非古典製作人，並撰寫和製作了4首在《告示牌》熱門100榜上排名第一的歌曲。
科爾斯汀與愛黛兒在專輯《25》和《30》中進行合作。他共同創作並製作了〈Easy on Me〉，這是《30》的第一首單曲，在發行後僅5小時就登上美國熱門排行榜，並在上市後的24小時內以2,400萬次播放打破Spotify的歷史記錄。他還在愛黛兒2015年破紀錄的單曲〈Hello〉中共同創作、製作並演奏了大部分樂器。在其他人中，他曾與Sia、凱莉·克萊森、海爾希、瑪倫·莫里斯、貝克、保羅·麥卡尼、粉红佳人、莉莉·艾倫和幽浮一族樂團合作。他經常演奏吉他、貝斯、鍵盤和鼓，並對他製作的唱片進行工程和編程。
科爾斯汀以爵士鋼琴家的身份開始他的職業生涯，後來共同創立了Geggy Tah。2004年起，他與依娜拉·喬治在鳥與蜜蜂中合作。

## 外部連結
- 官方網站 （页面存档备份，存于）
- the bird and the bee （页面存档备份，存于）